# 江東区立有明中学校
江東区立有明中学校（こうとうくりつ ありあけちゅうがっこう）は、東京都江東区有明二丁目に所在する区立中学校。

## 概要
2011年に開校。全校生徒数374名（1年141名・2年108名・3年125名、2021年度）。
同じ敷地内に江東区立有明小学校が併設され、同時に開校したが近隣の江東区立有明西学園とは異なり小中一貫校ではない。

## 沿革
- 2011年4月1日 - 深川第五中学校より分離し、開校。

## 交通
- 東京臨海高速鉄道りんかい線東雲駅徒歩10分
- ゆりかもめ東京臨海新交通臨海線有明テニスの森駅徒歩9分
- 都営バス海01・東16「有明小中学校前」徒歩1分
- 都営バス都05「有明小中学校前」徒歩2分